# 壯體澳小鱂
壯體澳小鱂，為輻鰭魚綱鯉齒目鰕鱂亞目溪鱂科的其中一種，為熱帶淡水魚，分布於南美洲阿根廷拉布拉他河流域，體長可達4.2公分，棲息在底中層水域，生活習性不明。

## 擴展閱讀
維基物種上的相關：壯體澳小鱂